# Eremophila ternifolia
Eremophila ternifolia är en flenörtsväxtart som beskrevs av R.J. Chinnock. Eremophila ternifolia ingår i släktet Eremophila och familjen flenörtsväxter. Inga underarter finns listade i Catalogue of Life.